# 浄土真宗親鸞会
浄土真宗親鸞会（じょうどしんしゅうしんらんかい）は、富山県射水市に本部をおく宗教法人である。
親鸞会と略称されることも多い。
親鸞会は、公式ホームページで、親鸞聖人の教えを正確に、一人でも多くの人に伝えることを目的とする団体であると主張している。
教えの内容は、浄土真宗本願寺派・大谷派とほぼ同じだと言われているが、他の真宗十派と対立関係にある。
熱心な布教活動を通じて徐々に規模を拡大しており、布教方法において親鸞会の名を言わずに説法がなされているとして問題視するむきもある。しかし布教方法に違法性が認められたことはなく、合法的な布教活動が継続して展開されている。

## 歴史
- 1953年（昭和27年） - 高森顕徹が徹信会（親鸞会の前身）を発足。[15]
- 1958年（昭和33年） - 宗教法人として浄土真宗親鸞会を結成。[15][4][16]。
- 1962年 - 創価学会と激しく対決[1][3][17]。同年、機関紙『顕正新聞』創刊[1][3]。
- 1973年から - 全国の大学にサークルをつくり、若い会員を増やして組織を拡大[2][17][6]。
- 1974年 - 高岡市芳野へ本部を移転[3]。
- 1980-1984年 - 西本願寺との教義論争がもとで、3度にわたり、本願寺境内で集会や座り込みといった抗議活動を行った[1][9][2][18]。この全面対決が話題になり、組織の拡大に繋がった[1][9][2][17]。
- 1975年から、親鸞会と西本願寺は教義の解釈の違いにより、ビラ合戦をするなどしていた[17][19]。1979年、親鸞会を批判する紅楳英顕の論文が西本願寺の紀要に掲載され、両者の対決が険悪化した[3][16][20]。1980年に親鸞会の会員約1000名が西本願寺境内で抗議集会を開いた[1][4]。1982年には約500名が本山の堂内で座り込みを行い、1984年は約1500名が座り込みを行った[1][3]。
- 1982年 - 出版部を操業開始[3]。1984年、西本願寺との対決の経緯をまとめた『本願寺なぜ答えぬ』を刊行[1][19]。
- 1988年 - 富山市に隣接する射水郡小杉町（現富山県射水市）に本部を移転し、大規模な「親鸞会館」を建設[1][3][9]。
- 1992年 - アニメ『世界の光 親鸞聖人』が完成[3]。同年、「顕真会館」を建設[3]。サンフランシスコとサンパウロ支部が完成[3]。
- 1997年 - 人材養成機関「顕真学院」（福井県芦原町、現・あわら市）を建設[3][17][21]。
- 2000年 - 出版社「1万年堂出版」を設立[4][6]。2001年に出版した『なぜ生きる』がベストセラーになる[4][2][6]。
- 2004年 - 会員増などへの対処から、本部に2,000畳の講堂を持つ「正本堂（二千畳）」を建設[4][20]。
- 2016年 - アニメ映画『なぜ生きる--蓮如上人と吉崎炎上』を劇場公開[4][22][23]。

## 親鸞会の位置付け
親鸞会は親鸞の開いた浄土真宗の教義を信奉する団体である。
親鸞会の存在は、浄土真宗系の新宗教教団であるとされる一方で、親鸞会は新宗教というより「どちらかと言えば教団改革運動ないし再生運動と理解した方が適切である」とされる段階とも位置付けられている。
浄土真宗の教えを正確に伝えることを目的とし、親鸞の教えに立ち返ろうとする改革運動を行う。
伝統教団で真宗十派の一つ浄土真宗西本願寺派は、太平洋戦争後に更に4派に分派したとされ、その一つが浄土真宗親鸞会であり、親鸞会は伝統教団の流れを汲むと評されている
「新興宗教ではないのか」という質問に対して親鸞会は
と答えている。

## 教義
浄土真宗の開祖親鸞を宗祖とする。親鸞を宗祖とする立場から、設立者の高森顕徹自身も「私も親鸞学徒である」と自称している。
親鸞会の根本的な教義は、浄土真宗本願寺派や真宗大谷派などの、浄土真宗系伝統教団と変わらない。
親鸞会では、本尊は「南無阿弥陀仏」の名号でなければならず、木像は用いない。親鸞、覚如、存覚、蓮如などは、教義上から名号本尊を主流にしていたことに疑いなく絵像木像本尊はわずかであったと考えられて、親鸞会は、本願寺系寺院で広く見られる木像本尊や絵像は一切用いていない。
所依の経典は「大無量寿経」「観無量寿経」「阿弥陀経」。所依の聖典「教行信証」「御文章」など親鸞聖人、覚如上人、蓮如上人の著書他。
浄土真宗の正しい信心は、親鸞聖人・覚如上人・蓮如上人を一貫する信心であるとして、この3人の教えに沿ったものが、正しい親鸞聖人教えであり、それ以外を異安心としている。
経典の解釈は、高森会長の解釈が唯一無二のものとしているが、解釈自体は明治、大正、昭和初期当時の伝統教団の解釈を主としている。親鸞会は、浄土真宗本願寺8代目法主である蓮如上人を親鸞学徒の鑑として遵奉し、蓮如上人が著書『御文章』に信心決定できていない全人類は死後に無間地獄に必ずおちると教えており、親鸞会も同様に教え、このことを「後生の一大事」と呼んでいる。
この一大事を解決し「絶対の幸福」の身になるという「信心決定（揺るぎない救済の体験をすること）」を人生の目的としている。
後生の一大事の解決について元勧学（西本願寺最高位の学階）の稲城選恵も同様のことを述べており、この点についても親鸞会の教えと、本願寺の伝統的な教義に違いはない。
阿弥陀仏の本願の生起本末を聞く「聴聞（特に「善知識」とする高森会長の法話をじかに聞くこと）」を最も重要視し、聞法ができないときは、朝晩のお勤め、財施（布施）や諸善万行をすることを重視している。根拠は、三願転入とする。
一方で、伝統教団の解釈がかわり、真宗教義に対する理解の相違から、浄土真宗本願寺派・大谷派と対立し、真宗十派からすると、親鸞会は異端とみなされている。本願寺僧侶の紅楳英顕は1979年に西本願寺の『伝道院紀要』に寄稿した論文で、「親鸞会が高森顕徹の講話を聞かないと救われない」「親鸞会に寄付することが救いに繋がる」と主張していることを批判した。この論文がきっかけで、親鸞会の会員は西本願寺の境内で抗議行動を行った。　『三願転入』『平生業成』『宿善』『一念覚知』など真宗教義のコアな内容について、本願寺と親鸞会は解釈の違いというより、親鸞会は本願寺派の伝統的（明治〜昭和初期）な解釈をとり、本願寺派が現代的解釈をしているようである。本願寺内部では「新しい領解文」の問題に発展するなど、教義について疑問が呈されている。

## 親鸞会の目的
高森顕徹は親鸞会の教義、目的を聞かれ、次のように答えている「人類が本当に幸せになれるのはどうしたらいいか、そのための活動をしている。ただ“幸せ”には、ほんの一時しか続かないものもある。そうではなくて、永遠に続く幸せとはなにか。それが親鸞聖人の教えであり、それを正しく伝えようというのが、浄土真宗親鸞会の目的である」。

## 聞法・布教
親鸞会は、宗祖である親鸞の教えを正しく広めるために活動している。親鸞とその教えを全国へ布教した蓮如の教えに忠実な立場を取り高森顕徹を「無二の善知識（仏教指導者）」と仰ぎ、高森の指導のもとで親鸞会は運営されている。
親鸞会は、「破邪顕正（誤った教えを打ち破り、正しい教えを打ち出すこと）」に力を入れ、これによって教勢を拡大してきた。親鸞会は、現在の浄土真宗は親鸞の教えを伝えないことを強く批判している。
日本全国や海外で積極的な布教（顕正）活動を展開する。高森顕徹会長は、全国や海外の支部を精力的にまわって直接会員に説法を行った。富山県の親鸞会本部会館では、月に1度、日曜日に会長の法話の日があり、全国から会員が団体バスや自家用車などで集まる。2024年時点は、会長の息子である高森光晴が代行している部分もある。その他の日にも、法話や講義が各地で開かれている。1970年代後半から、海外（アメリカ・ブラジル・台湾・韓国でも布教を行った。日本全国に支部があり、サンフランシスコとサンパウロにも支部がある。1998-2001年のピーク時には、東京国際フォーラムやさいたまスーパーアリーナなどの大規模会場で法話を開催した。
1970年代から、全国の大学にサークル的な組織をつくり、学内で活発な勧誘活動をして若年層の会員を増やし、組織を急拡大させた。また、全国の公民館や市民センターなどで、アニメ映画の上映会や、「歎異抄を学ぶ会」「親鸞聖人に学ぶ会」などの仏教講座を行う。近年は、大学や公民館だけでなく、伝統仏教の会館での活動も行っている。
活動の拠点の1つである出版社「1万年堂出版」（2000年設立）を通じて、高森顕徹:著の『歎異抄をひらく（歎異抄）』『光に向かって100の花束』などの書籍を出版し、新聞広告も行っている。『歎異抄をひらく』や、高森顕徹:監修の『なぜ生きる（明橋大二,伊藤健太郎:共著）』『歎異抄ってなんだろう（高森光晴,大見滋紀:共著）』は、ベストセラーとなった。しかし、これらの著書には、親鸞会と出版社、著者、監修者との関係が明記されていない。
アニメの販売をチューリップ企画が行う。全国で劇場公開されたアニメ映画『なぜ生きる--蓮如上人と吉崎炎上』（2016年、高森顕徹:脚本、ピーエーワークス:製作）は、里見浩太朗が蓮如の声優をつとめた。『歎異抄をひらく』（2019年、イーストフィッシュスタジオ:製作）は、石坂浩二が親鸞の声優をつとめた。他にも『世界の光 親鸞聖人』（1992年 - 全6部）、『親鸞聖人と王舎城の悲劇』（1996年）などのビデオアニメを制作した。『世界の光 親鸞聖人』（1本1万5000円、全巻セット10万円）は、1993年から会員が戸別訪問で販売していた。1990年代に、高森会長の法話ビデオを売り歩く「ビデオ勧誘部員」を組織化し、「映像顕正（布教）」を展開して会員を増やした。アニメの上映会を全国の公民館や市民センターなどで行っている。
『顕正漫画（1978年、紺敏子:著、浄土真宗親鸞会:発行）』『マンガでわかる仏教入門：知っているようで知らないブッダの言葉（2011年、伊藤健太郎:監修、太田寿:著、1万年堂出版）』など、布教のための漫画も出版している。アニメ映画も、漫画版『なぜ生きる--蓮如上人と吉崎炎上（2019年、太田寿:漫画、1万年堂出版）』『歎異抄をひらく（2020年、伊藤健太郎:解説、太田寿:漫画、1万年堂出版）』が出版された。
最新のツールを導入し、大規模な会場やインターネット配信での聞法を積極的に進めている。

## 本願寺派僧侶の拝観・参拝
近年の親鸞会は、本願寺派僧侶と対立しているばかりではなく、本願寺派僧侶が浄土真宗親鸞会親鸞会館へ訪れ意見交換なども行っている。かつての批判的な見方の変化、親鸞会館に対する感想、門信徒育成への危機感、形式的な参詣への疑問、親鸞会への期待などが僧侶から語られている。これまでも僧侶が参詣し、講演会を聞いている。

## ラジオ放送
2016年10月から全国のラジオ37局で毎土または日の早朝に、「浄土真宗親鸞会の時間」を放送していた。内容はラジオ朗読版「なぜ生きる」である。
2024年現在は、全国のラジオ34局で、「1万年堂出版の時間」を放送している。

## 会員制度概要
会員数は1980年時点で約5万人、1997年時点で公称約10万人、2017年時点で公称約30万人という。
『宗教問題』（2016年）の特集などで、元信者は活動している会員は5000人、名前だけの会員を含めると1万人と推測している。宗教学者の島田裕巳は、2024年の著書で1万人を少し超えると推測している。
機関紙は『顕正新聞』（月2回）、『顕真』（月刊）、『とどろき』（会員向けの雑誌、出版:チューリップ企画）。『顕正新聞』は、顕正会の機関紙と同名である。
2024年現在の会費は、入会金5万円、月会費5000円である。『宗教問題』（2016年）の特集で元信者は、月会費は3000円から100万円の12種類あったと述べている。月額10万円以上の会費を払うと「福徳会員」となり、特別なバッジを装着し、行事では会費の額によって前の方に座ることができる。その他、法話を聞く際の法礼や、会館建設や専任講師養成などの名目の財施（布施）が求められる。

## 親鸞会の評価
- マイナー・ロジャーズとアン・ロジャースは、1991年の著書で「真宗の伝統改革運動をしている親鸞会は、真宗教団で最大規模を誇る西本願寺に対する抗議を主としている」「世襲によって代々続いてきた本願寺の門主らの権威は認めていない。高森の指導のもと、大変精力的にかつ根気強く親鸞聖人の真実の教えに戻るようにと本願寺に要求している」と書いている[27]。
- 宗教史学者の小沢浩は、1995と1997年の著書で「親鸞聖人の説く仏教の教え以外はみな邪教とし、『破邪顕正』を布教の要とする親鸞会は、善し悪しはともかく、いまどき数少ない独善的・排他的な教団だと言える」「会員は、あれも真理これも真理とする『融通無礙』の他教団にはない頼もしさを、そこに見出しているもののようである」と書いている[1][19]。
- エドワード・G・サイデンステッカーは『なぜ生きる』（2001年）の翻訳を終えて、“YOU WERE BORN FOR A REASON　is a solemn and profound book.”（『なぜ生きる』は厳粛にして深遠な書である）と裏表紙に記述した[58]。またサイデンステッカ —教授は、次のように語った。「私の知人が、『親鸞会はカルトではないか』と言ってきたことがあります。何も確かめずに悪口を言うのは、愚かなことですね。親鸞会はカルトなんかではありません」後日、この話を聞いたカーペンタ—教授も、「そのとおりですよ。サイデンステッカー先生は、いつも 私に、『親鸞会は、真実の仏 教だ』と言い切って、励ましてくださいました」と語った[59]。
- 北國新聞は1996年の記事で、「親鸞会の集会は親鸞の『正信偈』などを唱えるお勤めや法話から成り、特に真宗と変わらない。だが、日曜ごとに全国各地で開催される高森会長の法話会は常に満員の盛況である。大学生など若者が詰めかけるのも真宗では見られぬ光景だった」と書いている[60]。
- 宗教学者の井上順孝は、親鸞会は新宗教というより「どちらかと言えば教団改革運動ないし再生運動と理解した方が適切である」と述べている[61]。
- 紅楳英顕は、2016年発行の『宗教問題15号:親鸞会とは何か』で、「親鸞会は、『本願寺は親鸞会は異安心（正しくない信仰をしている）と言うが、本願寺は無安心（信仰がない）だ』とも言っています。私は親鸞会を肯定的に評価する気などまったくありませんが、こういう親鸞会の、『本願寺は無安心だ』といった批判は当たっている部分もあって伝統教団側はきちんと受け止め、反省すべきことは反省しないといけない」と語った[41]。
- 佛光寺派の集会においての発言：親鸞会について「カルト的な体質」や「善知識信仰」などに問題点があるとしつつ、平易な言葉で、全く仏教のことを知らない人や若者向けのメッセージを発信していることに着目。「毎日のように歎異抄を中心とした法座を開催している。しかし佛光寺では毎日の行事はお茶所の法話だけ。これでいいんだろうか、こういう新興宗教に見習うべき点はあるんじゃないか」と提起している[62]。
- 『宗教問題』編集長の小川寛大は、「すべての取材の中で通底して感じたのは、“葬式仏教と堕した伝統仏教教団”への痛烈な批判であった。（中略）これらは間違いなく、現在の日本の伝統仏教界に根深く存在する“問題点”である。そう考えれば親鸞会とは、決して“突然変異的に現れたカルト”などではなく、いろいろな意味において“伝統仏教が生み出した存在”であるのだ。親鸞会をどう評価しようと、そこだけは押さえねばなるまいと思わされた、一連の取材であった」と述べている[23]。
- 富山県にある本願寺派末寺観勢寺の親鸞会による取得は、宗教界で一時期話題となる。その経緯は次の通りである。もともと観勢寺という寺についての情報は親鸞会には一切ない。2015年1月に、当時の観勢寺住職から親鸞会に突然「維持できないので譲渡したい」との電話がある。親鸞会総務局が最終的に“布施”として貰い受けることになった。元住職は近隣住民へ「寺の今後に関して本山（本願寺派）や教区にも相談したが、何も助けてくれなかったので、こうするしかなかった」と説明したという[23]。

### 勧誘について
布教・勧誘活動の際、「親鸞会」の名前を隠すことがあり、偽装勧誘であると批判されてきた。。書籍やアニメ映画、仏教勉強会、通信講座でも、親鸞会の名前を前面に押し出していない。
特に大学においてダミーサークル「学生生活に役立つ情報を提供するサークル」「古典を学ぶサークル」「歎異抄研究会」などと偽って学生への勧誘活動を行い、問題視されてきた。「全国カルト対策大学ネットワーク」が2006 - 2008年度に行った調査によると、相談や報告は統一教会、摂理に次いで親鸞会が3番目の多さだった「偽装勧誘」の問題については、「他者や自分の信教の自由の侵害」「自律的に思考し判断する自由の侵害」「人間性や良心を麻痺させて後に苦しみを与えるスピリチュアリティの侵害」において批判されてきた。日本弁護士連合会（日弁連）は、正体を隠して勧誘する宗教活動は人権の上で問題があると報告している。
1973年に福井大学から偽装勧誘を開始した、と言われる。全国の国立大学や有名私立大学内にサークル的な組織をつくり、学内で活発な勧誘活動を展開して多くの学生会員を獲得した。学生会員は、卒業後に親鸞会の専任講師や医者、弁護士など社会的影響力の大きい職に就く人もいた。そうした教団エリートは「特専部」として組織化された。
宗教学者の島田裕巳は、「親鸞会の特徴は、新入生を勧誘し、その後彼らを勧誘者として育てることで信仰を強化し、組織の基盤を築いた点にある」と指摘している。恵泉女学園大学学長の川島堅二は、親鸞会の勧誘について「宗教団体であることを隠して親しくなり、心理的に後戻りできなくなってから教化を進めていく」と説明している。ジャーナリストの米本和広は、「親鸞会、MS教団、統一教会は、正体を隠して近づき、人間関係をつくり『情』を結んだ上で、教義を刷り込んでいく」「親鸞会は、作為的に社会との関わりを遮断するように仕向けていく」と説明している。ルポライターの高橋繁行は、会員が「自分が加害者に回った」という意識に苦しめられた事例を紹介している。ジャーナリストの藤倉善郎は、『やや日刊カルト新聞』に親鸞会が正体を隠して学生を勧誘する際に使う冊子の全文を掲載し、2011年に親鸞会職員から著作権法違反で刑事告訴されたが、不起訴となった。
大学が対策を強化したため、近年ではSNSなどネットを使った勧誘が主になっている。2010年には専門の部門「通信顕正部」が設置された。SNSでは、個人的に親しくなった後に、歓迎会や勉強会などに誘うことで縁を深めていく。一般市民向けには、公共施設を借りてアニメ上映や「仏教講座」と称して勧誘を行う。
統一教会などと同じく正体を隠した、いわゆる「偽装勧誘」を行うため、カルト宗教の1つとして論じられることが多い。ジャーナリストの米本和広は、大学のダミーサークルについて触れ、「カルトのようなあからさまな反社会的行為はないものの、正体を隠して勧誘を行うという点で社会的に大いに問題がある」と述べている。
宗教学者の島田裕巳は、「（一般の浄土真宗への抗議活動は）親鸞の教えを信じる人間たちのあいだだけの論争と言えるが、一般の人たちにも自分たちの信仰を伝えようと積極的にアプローチしてきた方法がカルトではないかという疑いに結びついてきた」「高森が高齢になるにつれて、親鸞会もかつての激しさを失い、会としての勢いがなくなってきたようにも思われる。世間の風当たりもあり、偽装勧誘もかなり難しくなっているのではないだろうか」と述べている。
元信者の瓜生崇は、自身の入信・脱会体験を紹介し、カルトの脱会支援活動を行っている。瓜生は大学中退後に講師部員となり、研修施設「顕真学院」で学んだ。親鸞会にいた1993 - 2005年までの12年間、大学などで布教活動を行った。また脱会前は、ネット対策員を組織し、批判サイトの管理者やサーバーに名誉毀損で訴えると通達して活動を停止させたり、批判的な掲示板の投稿を削除したり、親鸞会関連サイトを大量に作成し、検索上位に批判的内容が表示されないようにする仕事をしていた。脱会後は、「孤独と、宗教であることを隠してたくさんの人を勧誘したことへの罪悪感にさいなまれた」と述べている。また、「さよなら親鸞会」を運営し、会長用の豪華施設の存在を見取り図とともに公開したことで、親鸞会関係者から著作権法違反で刑事告訴されたが、不起訴となった。瓜生は、親鸞会について、「正体を隠したダミーサークルの勧誘をしていたという点で、相当な問題のある教団であるが、それ以外のところは、よくある地方の中堅新宗教の範疇を超えるものではない」「活動の中心を担う立場であった私から見るとカルト的な要素は濃厚だが、大半の信者にとってはそうではない」と述べている。瓜生崇は現在大谷派の僧侶をしているが、教義は異安心として西本願寺の僧侶から批判を受けており元記者をしていたやや日刊カルト新聞からはヘイトスピーチを理由に永久追放されている。

### 違法性について
勧誘の違法性が認められたことは一度もなく、被害が公に認められたことはない。。
また日本脱カルト協会（JSCPR）は、親鸞会による施設利用を認めないように求める要望書をNHK文化センターや世田谷区に送付したが、世田谷区は親鸞会による施設利用の事実を把握していないと回答し、施設の貸出を続けている。